# Holendry (Wola Baranowska)
Krasiczyn – część wsi Wola Baranowska w Polsce, położona w województwie podkarpackim, w powiecie tarnobrzeskim, w gminie Baranów Sandomierski.
W latach 1975–1998 Holendry administracyjnie należały do województwa tarnobrzeskiego.
Miejscowa ludność wyznania katolickiego przynależy do Parafii Najświętszego Serca Pana Jezusa w Woli Baranowskiej.
W Holendrach znajduje się stadion miejscowej drużyny piłkarskiej KS Lasowiak Wola Baranowska.